# Žraločí jezero
Žraločí jezero (v originále Shark Lake) je hororový film z roku 2015, který režíroval Jerry Dugan, scénář napsali Gabe Burnstein a David Anderson, hudbu složil Nicholas Rivera, za kamerou stál J.R. Hall a v hlavních rolích hrají Dolph Lundgren, Sara Malakul Lane a Lily Brooks O’Briant. Film měl premiéru 2. října 2015.

## Děj
Clint Gray není zrovna vzor všech cností – už měl pár problémů s zákonem. Když pašuje žraloka bělavého a je pronásledován místním šerifem, ztratí kontrolu nad vozidlem a zřítí se do jednoho z mnoha jezer v Lake County. K jeho smůle je zatčen svou přítelkyní Meredith. Žralok však unikne do jezera.
O pět let později se ve venkovském městečku Lake Tahoe začínají hromadit nehody s plavci a vodními sportovci. Meredith je pověřena vyšetřováním tohoto případu. Nejprve jsou z útoků obviňováni medvědi, ale společně se svým novým přítelem, biologem Peterem, Meredith brzy zjistí, že za útoky stojí rodina žraloků.
Čerstvě propuštěný Clint musí napravit svou chybu z minulosti a pomoci oběma při lovu žraloků. Souhlasí i proto, aby mohl být více v kontaktu se svou dcerou Carly. Don Barnes, jeho bývalý kontakt z dob pašování, však chce, aby Clint splatil své závazky a pošle na něj své poskoky. Nyní se Clint musí bránit nejen proti dospělému žralokovi, ale také proti lidským protivníkům. Carly a Meredith se však o tom nesmí nic dozvědět.

## Obsazení
- Dolph Lundgren jako Clint Gray
- Sara Malakul Lane jako Meredith Hernandez
- Lily Brooks O’Briant jako Carly Gray
- Michael Aaron Milligan jako Peter Mayes
- Lance E. Nichols jako Lewis Galloway
- James Chalke jako Don Barnes